# Colonia Emiliano Zapata, Pénjamo
Colonia Emiliano Zapata är en ort i Mexiko.   Den ligger i kommunen Pénjamo och delstaten Guanajuato, i den centrala delen av landet, 300 km väster om huvudstaden Mexico City. Colonia Emiliano Zapata ligger 1 680 meter över havet och antalet invånare är 386.
Terrängen runt Colonia Emiliano Zapata är huvudsakligen platt, men åt nordost är den kuperad. Runt Colonia Emiliano Zapata är det ganska tätbefolkat, med 104 invånare per kvadratkilometer. Närmaste större samhälle är La Piedad Cavadas, 6,5 km väster om Colonia Emiliano Zapata. Trakten runt Colonia Emiliano Zapata består till största delen av jordbruksmark.